# 2007년 프랑스 대통령 선거
2007년 프랑스 대통령 선거는 프랑스의 대통령을 선출하기 위해 시행되었다. 니콜라 사르코지와 세골렌 루아얄이 결선에 진출해 사르코지가 당선되었다. 이 선거에서 사르코지는 프랑스의 개혁을 위해 강력한 신자유주의 정책을 추진하겠다고 밝혔다. 앞서 시행된 1차 투표에서는 프랑수아 바이루가 돌풍을 일으킬 것으로 전망되었으나 3위에 그쳤으며, 지난 대선에서 결선에 진출한 장마리 르 펜은 지지율이 크게 떨어졌다. 루아얄을 제외한 좌파 후보들의 지지율도 지난 대선에 비해 크게 떨어졌다. 이 선거는 결선에 진출한 두 후보가 모두 전후 세대였기에 정치권에 변혁을 가져올 것으로 평가받았다.

## 선거 배경
2002년 대선에서 재선에 성공한 시라크는 이라크 전쟁에서 프랑스군 파견을 요구한 조지 W. 부시의 부탁을 거부하고 공공장소에서 외국어 사용을 금지하는 등의 애국주의 정책을 시행하면서 지지율이 올라갔다. 그러나 실업문제 해결에 실패하고 가족 스캔들에 시달리면서 임기 말에 낮은 지지율을 기록하게 되었다. 이러면서 2004년 레지옹 선거에서 대참패를 당한 데 이어 2005년 국민투표에서 유럽 헌법이 부결되면서 정치적 입지가 크게 줄었다. 이런 가운데 시라크가 3선에 도전하겠다고 전망된다는 보도가 나오자 여론이 매우 부정적으로 나오게 된다. 이에 시라크는 3선 불출마를 선언한다.

## 선거 결과
| 후보                                      | 후보              | 정당                   | 정당       | 1차 투표   | 1차 투표 | 2차 투표   | 2차 투표 |
| 후보                                      | 후보              | 정당                   | 정당       | 득표수     | %        | 득표수     | %        |
| ----------------------------------------- | ----------------- | ---------------------- | ---------- | ---------- | -------- | ---------- | -------- |
|                                           | 니콜라 사르코지   | 대중운동연합           | UMP        | 11,448,663 | 31.18    | 18,983,138 | 53.06    |
|                                           | 세골렌 루아얄     | 사회당                 | PS         | 9,500,112  | 25.87    | 16,790,440 | 46.94    |
|                                           | 프랑수아 바이루   | 프랑스 민주연합        | UDF        | 6,820,119  | 18.57    |            |          |
|                                           | 장마리 르 펜      | 국민전선               | FN         | 3,834,530  | 10.44    |            |          |
|                                           | 올리비에 브장스노 | 혁명적 공산주의자동맹  | LCR        | 1,498,581  | 4.08     |            |          |
|                                           | 필립 드 비예르    | 프랑스운동             | MPF        | 818,407    | 2.23     |            |          |
|                                           | 마리-조지 뷔페    | 프랑스 공산당          | PCF        | 707,268    | 1.93     |            |          |
|                                           | 도미니크 보이넷   | 녹색당                 | VEC        | 576,666    | 1.57     |            |          |
|                                           | 아를레트 라기예르 | 노동자 투쟁            | LO         | 487,857    | 1.33     |            |          |
|                                           | 조제 보베         | 기타좌파               | SE         | 483,008    | 1.32     |            |          |
|                                           | 프레데릭 니후스   | 사냥, 낚시, 자연, 전통 | CPNT       | 420,645    | 1.15     |            |          |
|                                           | 제라르 시바디     | 노동자당               | PT         | 123,540    | 0.34     |            |          |
|                                           |                   |                        |            |            |          |            |          |
| 합계                                      | 합계              | 합계                   | 합계       | 36,719,396 | 100.00   | 35,773,578 | 100.00   |
|                                           |                   |                        |            |            |          |            |          |
| 유효                                      | 유효              | 유효                   | 유효       | 36,719,396 | 98.56    | 35,773,578 | 95.80    |
| 기권/무효                                 | 기권/무효         | 기권/무효              | 기권/무효  | 534,846    | 1.44     | 1,568,426  | 4.20     |
| 투표율                                    | 투표율            | 투표율                 | 투표율     | 37,254,242 | 83.77    | 37,342,004 | 83.97    |
| 불참                                      | 불참              | 불참                   | 불참       | 7,218,592  | 16.23    | 7,130,729  | 16.03    |
| 등록유권자                                | 등록유권자        | 등록유권자             | 등록유권자 | 44,472,834 |          | 44,472,733 |          |
|                                           |                   |                        |            |            |          |            |          |
| 출처: 1st round result · 2nd round result |                   |                        |            |            |          |            |          |

## 같이 보기
- 프랑스의 선거
- 2007년 프랑스 총선
- 결선투표제